# Neukaledonien-Purpurhuhn
Das Neukaledonien-Purpurhuhn (Porphyrio kukwiedei) ist eine ausgestorbene Rallenart aus der Gattung der Purpurhühner, die auf Neukaledonien endemisch war. Sie ist nur von subfossilen Knochen bekannt. Das Artepitheton bezieht sich auf Kukwiede, einer neukaledonischen Gottheit. Sie steht in Verbindung mit einer Legende, die zur Entdeckung der Knochenvorkommen in Kanumera auf der Île des Pins führte. Obwohl diese „Legende“  mit ihrem Bezug auf große, ausgestorbene Vögel viel Aufmerksamkeit erregt hat, wird angenommen, dass sie sehr jungen Ursprungs ist.

## Merkmale
Das subfossile Material des Neukaledonien-Purpurhuhns wurde in den Pindai Caves auf der Halbinsel Nepoui, in der Gilles Cave bei Bouloupari in der Südprovinz sowie bei Kanumera auf der Île des Pins entdeckt. Es umfasst einen linken Tarsometatarsus (Holotypus), den vorderen Teil des Zwischenkieferbeins, die Spitze des Zwischenkiefers, einen rechten Unterkiefergelenkknochen, ein rechtes Quadratbein, einen Brustwirbelknochen, die vordere Hälfte des linken Schulterblatts, einen linken Humerus des Männchens, einen rechten Humerus des Weibchens, einen linken Humerus ohne proximales Ende, eine linke Ulna, einen linken Tibiotarsus des Weibchens, ein proximales Ende des linken Tibiotarsus, ein proximales Ende des rechten Tarsometatarsus, dem die Innenseite fehlt (von einem Männchen), einen Halswirbel, ein Coracoid ohne Enden, einen linken Humerus ohne Knochenvorsprünge und distalem Ende, ein proximales und distales Ende des rechten Humerus, ein proximales Ende der linken Ulna, ein proximales Ende des rechten Carpometacarpus, ein distales Ende des rechten Tibiotarsus (vom Männchen), ein proximaler Teil des linken Tibiotarsus, zwei proximale Enden des linken Wadenbeins sowie den Schaft des rechten Tarsometatarsus. Das Neukaledonien-Purpurhuhn war etwa 25 % größer als das Purpurhuhn (Porphyrio porphyrio). Die Symphyse des Zwischenkieferbeins ist nicht so kräftig und tief wie bei der Südinseltakahe (Porphyrio hochstetteri), was auf eine geringere Schnabeltiefe hinweist. Die Flügel sind reduziert. Die Ulna ist absolut kürzer als beim Vergleichsmaterial des Purpurhuhns und der Südinseltakahe. Der Oberarmknochen ist kurz mit der für flugunfähige Vögel typischen palmaren Rotation der Crista pectoralis (die Ansatzstelle des Brustmuskels (Musculus pectoralis)). Der Tibiotarsus weist eine Kerbe zwischen dem inneren und dem äußeren Crista cnemialis (Cnemialkamm, ein in der Knieregion auf dem Schienbein befindlicher Knochenkamm) auf, wobei letzterer rechtwinklig und nicht schräg verläuft. Das Neukaledonische Purpurhuhn hat einen robusteren Tibiotarsus als das Purpurhuhn. Die Trochleae weichen stärker voneinander ab. Der Tarsometatarsus ist länger und nicht annähernd so robust wie bei der Südinseltakahe. Es gab auch einen deutlichen Sexualdimorphismus hinsichtlich der Körpergröße. Die größeren Individuen waren wahrscheinlich Männchen.

## Aussterben
Obwohl nur von subfossilen Überresten bekannt, könnte das Neukaledonien-Purpurhuhn bis in vergleichsweise junge Zeiten überlebt haben. Ein Abschnitt in dem Artikel Description d’Oiseaux nouveaux de la Nouvelle-Calédonie et indication des espéces déjà connues de ce pays. von Marc Athanase Parfait Œillet Des Murs und Jules Verreaux, der 1860 in der Zeitschrift Revue et magasin de zoologie pure et appliquée erschien, erwähnt einen von den Einheimischen N’dino genannten Vogel von der Größe eines Truthahns, der sumpfige Orte bewohnte. Wenn dies eine Anspielung auf das Purpurhuhn war, muss es kurz darauf ausgestorben sein.